# Franjo Šeper
Franjo Šeper, hrvaški duhovnik, nadškof in kardinal, * 2. oktober 1905, Osijek, † 30. december 1981, Rim.

## Življenjepis
26. oktobra 1930 je prejel duhovniško posvečenje.
22. julija 1954 je bil imenovan za pomožnega škofa Nadškofije Zagreb in za naslovnega škofa traškega Filipolisa; 21. septembra istega leta je prejel škofovsko posvečenje. 5. marca 1960 je na mestu zagrebškega nadškofa in metropolita nasledil Alojzija Stepinca.
22. februarja 1965 je bil povzdignjen v kardinala in imenovan za kardinal-duhovnika Ss. Pietro e Paolo a Via Ostiense.
8. januarja 1968 je bil imenovan za prefekta Kongregacije za verski nauk.
20. avgusta 1969 je odstopil s položaja Zagrebškega nadškofa.  
25. novembra 1981 je odstopil s položaja prefekta kongregacije ter se upokojil.